# 김용섭 (1992년)
김용섭(金容燮,, 1992년 1월 20일 ~ )은 KBO 리그 한화 이글스의 내야수이다.

## 출신학교
- 대전신흥초등학교
- 충남중학교
- 대전고등학교
- 단국대학교